# Grace Henderson

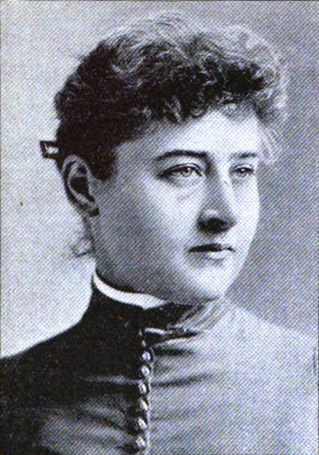
Retrat de Henderson del 1889

Grace Henderson (Ann Arbor (Michigan, gener de 1860– Bronx (Nova York), 30 d’octubre de 1944) va ser una actriu de teatre i de cinema mut.

## Biografia

### Carrera teatral
Grace C. F. Roth (Grace Henderson) va néixer a Ann Arbor (Michigan) el gener de 1860. El seu pare, Wilhelm Roth era un jutge de pau nascut a Stuttgart el 1823 i que va morir quan ella era encara una nena el 1871. El 1877 va debutar al teatre McKiver de Chicago i una dècada després actuava amb èxit al Lyceum Theatre de Nova York. El 1896 va protagonitzar “Under the Polar Star”, una peça teatral molt elaborada que incloïa un gran vaixell i gossos en trineu. El 1881 es casava amb David Henderson, de qui prendria el nom. El 1896 el marit demana el divorci al·legant infidelitat. Posteriorment el 1901 va actuar en altres obres teatrals com “Under Southern Skies”. També va participar a “The Marquis”, “ The Charity Ball” i, amb la companyia de Maude Adams, a “Peter Pan”.

### Carrera cinematogràfica
A partir del 1909 comença la seva carrera cinematogràfica a la Biograph. La seva primera pel·lícula és “Lucky Jim” (1909) dirigida per D. W. Griffith amb el que fins al 1912 rodaria desenes de pel·lícules. Segons declararia anys després Linda Arvidson, esposa de Griffith, Henderson era la referència de qualitat d’interpretació entre la companyia. A finals del 1912, moment d’abandonar la Biograph havia intervingut en un centenar de pel·lícules. A partir d’aleshores només participaria en una desena de pel·lícules per a diferents productores com la Keystone, la Famous Players Film Company, la Goldwyn Pictures o la Thanhouser Film Corporation. La seva darrera pel·lícula fou Day Dreams (1919) dirigida per Clarence G. Badger. En total, havia participat en unes 120 pel·lícules. Retornà també l’activitat teatral. Morí a Nova York el 30 d’octubre de 1944 als 84 anys.

## Filmografia parcial
- Lucky Jim (1909)
- Through the Breakers (1909)
- A Corner in Wheat (1909)
- In a Hempen Bag (1909)
- The Purgation (1910)
- A Victim of Jealousy (1910)
- The Face at the Window (1910)
- A Midnight Cupid (1910)
- A Flash of Light (1910)
- The Call to Arms (1910)
- Her Father's Pride (1910)
- The House with Closed Shutters (1910)
- The Usurer (1910)
- Willful Peggy (1910)
- A Summer Tragedy (1910)
- The Iconoclast (1910)
- How Hubby Got a Raise (1910)
- The Masher (1910)
- The Message of the Violin (1910)
- The Passing of a Grouch (1910)
- Two Little Waifs (1910)
- Waiter No. 5 (1910)
- Simple Charity (1910)
- Love in Quarantine (1910)
- Not So Bad as It Seemed (1910)
- Happy Jack, a Hero (1910)
- The Golden Supper (1910)
- The Recreation of an Heiress (1910)
- His Wife's Sweethearts (1910)
- A Summer Tragedy (1910)
- Wilful Peggy (1910)
- The Iconoclast (1910)
- How Hubby Got a Raise (1910)
- The Message of the Violin (1910)
- Simple Charity (1910)
- Love in Quarantine (1910)
- The Two Paths (1911)
- When a Man Loves (1911)
- His Trust (1911)
- His Trust Fulfilled (1911)
- Fate's Turning (1911)
- Three Sisters (1911)
- A Decree of Destiny (1911)
- Was He a Coward? (1911)
- Comrades (1911)
- When a Man Loves (1911)
- Priscilla and the Umbrella (1911)
- The Broken Cross (1911)
- The Chief's Daughter (1911)
- The Country Lovers (1911)
- The New Dress (1911)
- Enoch Arden (1911)
- The Wonderful Eye (1911)
- The Squaw's Love (1911)
- The Primal Call (1911)
- Her Sacrifice (1911)
- The Blind Princess and the Poet (1911)
- The Diving Girl (1911)
- The Baron (1911)
- A Convenient Burglar (1911)
- The Making of a Man (1911)
- The Adventures of Billy (1911)
- The Long Road (1911)
- Through Darkened Vales (1911)
- For His Son (1912)
- The Transformation of Mike (1912)
- A String of Pearls (1912)
- Just Like a Woman (1912)
- Won by a Fish (1912)
- Through Dumb Luck (1912)
- A Mixed Affair (1912)
- A Dash Through the Clouds (1912)
- The Sands of Dee (1912)
- The Narrow Road (1912)
- Helen's Marriage (1912)
- An Unseen Enemy (1912)
- Black and White (1913)
- In the Bishop's Carriage (1913)
- Too Many Brides (1914)
- The Family Cupboard (1915)
- A Royal Romance (1917)
- War and the Woman (1917)
- When Love Was Blind (1917)
- Thirty a Week (1918)
- The Zero Hour (1918)
- Day Dreams (1919)